# Timo Aalto
Timo Martti Severi Aalto, född 5 januari 1941 i Helsingfors, död där 21 november 2003, var en finländsk målare och grafiker.
Aalto utbildades i Fria konstskolan 1957–1958 och Finlands konstakademis skola 1958–1962. Han tillägnade sig bland annat genom sina lärare Unto Pusa och Sam Vanni den abstrakta, konstruktivistiska stilen. Han var en av grundarna av Aloha-gruppen 1967–1969 och tillhörde från och med 1973 Dimensiogruppen, i vilken finländska bildkonstnärer och arkitekter samarbetat. Därtill verkade han länge som lärare bland annat vid Bildkonstakademin.